# Kulm
Kulm je smučarska letalnica v mestu Tauplitz, Avstrijska Štajerska, ki so jo odprli leta 1950.
Leta 2003, je Daniela Iraschko-Stolz je z 200 metri kot prva ženska v zgodovini preletela to magično mejo in postavila svetovni rekord ki drži še danes, skupaj pa je bilo tu postavljenih 8 ženskih svetovnih rekordov.
Tu so bili postavljeni tudi 3 moški svetovni rekordi; 141 m (1962), 145,5 m (1965) in 191 m (1986).
To je ena izmed trenutno le štirih delujočih letalnic na svetu (Harrachov in Ironwood nista v funkciji). Trenutni rekord naprave drži Peter Prevc z 244 metri postavljen na Svetovnega prvenstvu v poletih 2016.
Kulm je petkrat gostil Svetovno prvenstvo v smučarskih poletih v letih 1975, 1986, 1996, 2006, 2016 in 2024.
Leta 2015 je bila letalnica zadnjič povsem prenovljena in povečana na K200 in z velikostjo HS235.

## Zgodovina

### 1948/49: Izgradnja letalnice
Gradnja se je začela leta 1948 pod vodstvom Viktor Stügerja, presdsednika Smučarske zveze Salzkammergut, projektiral pa jo je inž. Hans Peyerl, končana pa leta 1949 kot največja naravna letalnica na svetu.

### 1950: Neuradna otvoritev z prvo tekmo
Med 8.–12. marcem 1950 je potekala prva otvoritveno, a za FIS neuradno tekmovanje Mednarodni teden smučarskih poletov na povsem novi letalnici. Hubert Neuper Sr. je imel čast da je kot prvi preizkusil letalnico. Zadnja dva dneva pa sta štela za tekmovanje "V najdaljšem poletu", katerega je zmagal Rudi Dietrich (103 m) pred Hansom Ederjem (102 m) in skupno tretjeuvrščenima Werfener Huberjem in Fritz Rueppom (oba 94 metrov). A Mednarodna smučarska zveza (FIS) ni izdala homologacijskih papirjev in dovoljenja za otvoritev skakalnice kot tudi samega tekmovanja uradno ne priznava, saj se je izkazalo da je skakalnica na pol zgrajena, polna pomankljivosti in povsem neskladna z mednarodno uveljavljenimi FIS standardi.

### 1951: Že drugo neuradno tekmovanje
Med 16.–18. marcem 1951, je potekalo drugo (za FIS neuradno) tekmovanje Mednarodni teden smučarskih poletov pred 15.000 gledalci. V končni seštevek so šteli štirje poleti. Že prvi dan je Bradl z 115 m postavil nov rekord naprave. Sepp Bradl je na koncu zmagal, vsota njegovih 4 poletov je znašala 530 m, pred drugim zahodnim nemcem Seppom Hohenleitnerjem (504 m) in tretjeuvrščenim Rudijem Dietrichom (501 m). Skakalnica je doživela mnogo potrebnih izboljšav, a da bi zadostila mendarodnim FIS standardom in uradnim priznanjem tekmovanj, so bili potrebni še nadaljnji popravki. Prenovo je spet prevzel inž. Hans Peyerl, v sodelovanju z FIS svetovalcem za smučarske skoke Inž. Straumannom.
Leta 1952, je bila Smučarska zveza Salzkammergut, ki je bila odgovorna za gradnjo in upravljanje letalnice razpuščena, ker se je Ausserland vrnil nazaj na Štajersko. Štajerska deželna vlada si je letalnico postavila kot eno izmed prioritet, vodenje pa dodelila Štajerski smučarski zvezi.

### 1953: FIS izdal homologacijo za uradno odprtje
Med 27. februarjem–1. marcem 1953, je bila letalnica tudi uradno odprta in priznana s strani FIS, saj je po mnogih izboljšavah v zadnjih treh letih, letalnica končno zadostila vsem mednarodnim standardom in prejela homologacijo. Tako je potekalo prvo uradno tekmovanje, tridnevni "FIS Mednarodni teden poletov", ki ga je obiskalo skupaj 50.000 ljudi. Josef Bradl je zmagal z 449,8 točkami pred A. Däscherjem in Royem Sherwoodom.
Med 10.–11. marcem 1956, je potekalo dvodnevno tekmovanje, 2. uradni "Mednarodni teden poletov". V skupni seštevek so šteli štirje poleti, najboljša dva iz obeh tekmovalnih dni. Peter Lesser je zmagal z 428,5 točkami pred Veikko Heinonennom (FIN) in Olaf B. Bjørnstadom (NOR).
Med 20.–22. marcem 1959, je potekalo tridnevno tekmovanje, 3. uradni "Mednarodni teden poletov", na zadnji dan ga je obiskalo 30.000 ljudi. Šest skokov je štelo v skupni seštevek, po dva najboljša iz vseh 3 tekmovalnih dni. Zmagal je Torbjørn Yggeseth, ustanovitelj svetovnega pokala.

### 1962: Prvi svetovni rekord Lesserja
Med 1.–4. marcem 1962, je potekalo tridnevno tekmovanje, 4. uradni "Mednarodni teden poletov". Že prvi dan na uradnem treningu (četrtek), je vzhodni nemec Peter Lesser z 141 m izenačil svetovni rekord z Šlibarjem (Oberstdorf 1961), prvi na tej letalnici. Njegov moštevni kolega Helmut Recknagel je zmagal pred dvema zahodnima nemcema (Wolfgang Happle in Max Bolkart), in samo v nedeljo si je skoke ogledalo več kot 40.000 ljudi.

### 1965: Lesser z 145,5 metri še drugič rekordno
Med 19.–21. marcem 1965, je pod okriljem K.O.P., potekalo tridnevno tekmovanje za Mednarodni teden smučarskih poletov. Prvi dan (petek) je sicer veljal za uradni trening, a istočasno tudi kot rezerva, če bi odpadel kateri izmed dveh tekmovalnih dni (sobota, nedelja), bi le ta štel v uradni skupni seštevek. Že takoj prvi dan je Bjørn Wirkola padel pri dolžini svetovnega rekorda 144 metrov. V soboto je še Peter Lesser padel prav tako pri dolžini svetovnega rekorda 147 metrov. Zadnji dan, v nedeljo, pa je Lesser pred 30.000 ljudmi še drugič na tej napravi postavil svetovni rekord pri 145,5 metra.

### 1971: Tekmovanje edinkrat doslej v celoti odpovedano
Med 19.–21. marcem 1971 je bilo predvideno tridnevno tekmovanje za K.O.P. Mednarodni teden smučarskih poletov, ki bi prvič štel tudi za evropski pokal, a je bilo zaradi konstantnega vetra, tekmovanje prvič in edinkrat, v celoti odpovedano. V treh dneh so uspeli izpeljati le 4 polete predskakalcev. Sobotna in nedeljska tekma sta bili predvideni v skupen seštevek, če pa bi en dan odpadel bi v seštevek kot rezerva štel petkov uradni trening.

### 1986: Zadnji svetovni rekord in številni padci
Med 8.–9. marcem 1986, je potekalo dvodnevno "9. Svetovno prvenstvo v poletih", na povečani letalnici z točko K185, prenovljeni po vzoru Planice. Tekmovanje je v treh dneh obiskalo 50.000 ljudi. Dobro se je začelo že v petek na uradnem treningu, ko je Franz Neuländtner v drugi seriji z 188 metri postavil nov rekord letalnice. Zadnji dan pa so skoraj eden za drugimi sledili grozljivi padci z velike višine na doskočišče; Masahiro Akimoto, Ulf Findeisen, Øyvind Berg in naš predskakalec Grega Peljhan. Štirje najboljši poleti (2 od 3 najboljših iz obeh tekmovalni dni) je štelo v skupni seštevek. Nazadnje pa je Andreas Felder, ki je postal svetovni prvak, z 191 m izenačil svetovni rekord z Mattijem Nykänenom iz Planice 1985.

### 1996: Svetovno prvenstvo štelo tudi za svetovni pokal
Med 10.–11. februarjem 1996, je potekalo dvodnevno "14. Svetovno prvenstvo v poletih", oba dneva posamično pa sta hkrati štela tudi za svetovni pokal. V štirih dneh se je zbralo kar 130.000 ljudi. Začelo se je že v četrtek na prostem treningu, ko je Jens Weißflog (201 m) kot prvi na tej napravi preletel to znamko. Andreas Goldberger je doma osvojil naslov svetovnega prvaka z 738,1 točkami (183, 183, 194 in 198 m).

## Tekmovanja
| Datum                                                                        | Leto                        | Velikost                    | Zmagovalec                                                                      | Drugi                                                                         | Tretji                                                                       |
| ---------------------------------------------------------------------------- | --------------------------- | --------------------------- | ------------------------------------------------------------------------------- | ----------------------------------------------------------------------------- | ---------------------------------------------------------------------------- |
| ↓ Mednarodni teden smučarskih poletov ↓ (FIS teh dveh tekmovanj ne priznava) |                             |                             |                                                                                 |                                                                               |                                                                              |
| 11.–12. marec                                                                | 1950                        | K95                         | Rudi Dietrich                                                                   | Hans Eder                                                                     | Werfener Huber Fritz Ruepp                                                   |
| 16.–18. marec                                                                | 1951                        | K95                         | Sepp Bradl                                                                      | Sepp Hohenleitner                                                             | Rudi Dietrich                                                                |
| ↓ FIS Mednarodni teden smučarskih poletov ↓                                  |                             |                             |                                                                                 |                                                                               |                                                                              |
| 27. februar — 1. marec                                                       | 1953                        | K120                        | Sepp Bradl                                                                      | Andreas Däscher                                                               | Roy Sherwood                                                                 |
| 10.–11. marec                                                                | 1956                        | K120                        | Werner Lesser                                                                   | Veikko Heinonen                                                               | Olaf B. Bjørnstad                                                            |
| 20.–22. marec                                                                | 1959                        | K120                        | Torbjørn Yggeseth                                                               | Helmut Recknagel                                                              | Walter Habersatter                                                           |
| 2.–4. marec                                                                  | 1962                        | K120                        | Helmut Recknagel                                                                | Wolfgang Happle                                                               | Max Bolkart                                                                  |
| ↓ K.O.P. Mednarodni teden smučarskih poletov ↓                               |                             |                             |                                                                                 |                                                                               |                                                                              |
| 19.–21. marec                                                                | 1965                        | K120                        | Henrik Ohlmeyer                                                                 | Bernd Karwofsky                                                               | Peter Lesser                                                                 |
| 3. marec                                                                     | 1968                        | K120                        | Zbyněk Hubač                                                                    | Reinhold Bachler                                                              | Jiří Raška                                                                   |
| ↓ K.O.P. Mednarodni teden smučarskih poletov = FIS Evropski pokal ↓          |                             |                             |                                                                                 |                                                                               |                                                                              |
| 19.–21. marec                                                                | 1971                        | K120                        | močan veter vse tri dni; skupaj izpeljali le štiri polete predskakalcev         | močan veter vse tri dni; skupaj izpeljali le štiri polete predskakalcev       | močan veter vse tri dni; skupaj izpeljali le štiri polete predskakalcev      |
| ↓ 3. Svetovno prvenstvo v smučarskih poletih ↓                               |                             |                             |                                                                                 |                                                                               |                                                                              |
| 14.–16. marec                                                                | 1975                        | K165                        | Karel Kodejška                                                                  | Rainer Schmidt                                                                | Karl Schnabl                                                                 |
| ↓ K.O.P. Mednarodni teden smučarskih poletov ↓                               |                             |                             |                                                                                 |                                                                               |                                                                              |
| 3.–5. marec                                                                  | 1978                        | K165                        | Peter Leitner                                                                   | Falko Weißpflog                                                               | Alois Lipburger                                                              |
| ↓ FIS Svetovni pokal ↓                                                       |                             |                             |                                                                                 |                                                                               |                                                                              |
| 12. marec                                                                    | 1982                        | K165                        | Matti Nykänen                                                                   | Hubert Neuper                                                                 | Andreas Felder                                                               |
| 13. marec                                                                    | 1982                        | K165                        | Hubert Neuper                                                                   | Matti Nykänen                                                                 | Ole Bremseth                                                                 |
| 14. marec                                                                    | 1982                        | K165                        | Hubert Neuper                                                                   | Ole Bremseth                                                                  | Armin Kogler                                                                 |
| ↓ 9. Svetovno prvenstvo v smučarskih poletih ↓                               |                             |                             |                                                                                 |                                                                               |                                                                              |
| 8.–9. marec                                                                  | 1986                        | K185                        | Andreas Felder                                                                  | Franz Neuländtner                                                             | Matti Nykänen                                                                |
| ↓ FIS Svetovni pokal ↓                                                       |                             |                             |                                                                                 |                                                                               |                                                                              |
| 23. februar                                                                  | 1991                        | K185                        | Stephan Zünd                                                                    | Ari-Pekka Nikkola                                                             | Per-Inge Tällberg                                                            |
| 24. februar                                                                  | 1991                        | K185                        | Stefan Horngacher                                                               | Ralph Gebstedt                                                                | Heinz Kuttin                                                                 |
| 30. januar                                                                   | 1993                        | K185                        | Jaroslav Sakala                                                                 | Werner Haim                                                                   | Andreas Goldberger                                                           |
| 31. januar                                                                   | 1993                        | K185                        | Jaroslav Sakala                                                                 | Didier Mollard                                                                | Andreas Goldberger                                                           |
| ↓ 14. Svetovno prvenstvo v smučarskih poletih = FIS Svetovni pokal↓          |                             |                             |                                                                                 |                                                                               |                                                                              |
| 10. februar                                                                  | 1996                        | K185                        | Janne Ahonen                                                                    | Andreas Goldberger                                                            | Ari-Pekka Nikkola                                                            |
| 11. februar                                                                  | 1996                        | K185                        | Andreas Goldberger                                                              | Christof Duffner                                                              | Janne Ahonen                                                                 |
| Prvenstvo (10.–11. februar)                                                  | Prvenstvo (10.–11. februar) | Prvenstvo (10.–11. februar) | Andreas Goldberger                                                              | Janne Ahonen                                                                  | Urban Franc                                                                  |
| ↓ FIS Svetovni pokal ↓                                                       |                             |                             |                                                                                 |                                                                               |                                                                              |
| 8. februar                                                                   | 1997                        | K185                        | Takanobu Okabe                                                                  | Andreas Goldberger                                                            | Primož Peterka                                                               |
| 9. februar                                                                   | 1997                        | K185                        | Primož Peterka                                                                  | Andreas Goldberger                                                            | Takanobu Okabe                                                               |
| 19. februar                                                                  | 2000                        | K185                        | Sven Hannawald                                                                  | Andreas Widhölzl                                                              | Tommy Ingebrigtsen                                                           |
| 20. februar                                                                  | 2000                        | K185                        | odpovedano zaradi premočnega vetra                                              | odpovedano zaradi premočnega vetra                                            | odpovedano zaradi premočnega vetra                                           |
| 1. februar                                                                   | 2003                        | K185                        | Florian Liegl                                                                   | Sven Hannawald                                                                | Adam Małysz                                                                  |
| 2. februar                                                                   | 2003                        | K185                        | Sven Hannawald                                                                  | Florian Liegl                                                                 | Matti Hautamäki                                                              |
| 15. januar                                                                   | 2005                        | HS200                       | Andreas Widhoelzl                                                               | Roar Ljøkelsøy                                                                | Adam Małysz                                                                  |
| 16. januar                                                                   | 2005                        | HS200                       | Adam Małysz                                                                     | Andreas Widhoelzl                                                             | Risto Jussilainen                                                            |
| ↓ 19. Svetovno prvenstvo v smučarskih poletih ↓                              |                             |                             |                                                                                 |                                                                               |                                                                              |
| 13.–14. januar                                                               | 2006                        | HS200                       | Roar Ljøkelsøy                                                                  | Andreas Widhölzl                                                              | Thomas Morgenstern                                                           |
| 15. januar                                                                   | 2006                        | HS200                       | NorveškaBjørn Einar Romøren Lars Bystøl Tommy Ingebrigtsen Roar Ljøkelsøy       | FinskaJanne Happonen Tami Kiuru Matti Hautamäki Janne Ahonen                  | NemčijaMichael Neumayer · Georg Späth · Alexander Herr · Michael Uhrmann ·   |
| ↓ FIS Svetovni pokal ↓                                                       |                             |                             |                                                                                 |                                                                               |                                                                              |
| 10. januar                                                                   | 2009                        | HS200                       | Gregor Schlierenzauer                                                           | Simon Ammann                                                                  | Martin Koch                                                                  |
| 11. januar                                                                   | 2009                        | HS200                       | Gregor Schlierenzauer                                                           | Harri Olli                                                                    | Simon Ammann                                                                 |
| 9. januar                                                                    | 2010                        | HS200                       | Robert Kranjec                                                                  | Simon Ammann                                                                  | Martin Koch                                                                  |
| 10. januar                                                                   | 2010                        | HS200                       | Gregor Schlierenzauer                                                           | Robert Kranjec                                                                | Harri Olli                                                                   |
| 14. januar                                                                   | 2012                        | HS200                       | premočan veter; prestavljeno na naslednje jutro, prva od 2 tekem tisti dan      | premočan veter; prestavljeno na naslednje jutro, prva od 2 tekem tisti dan    | premočan veter; prestavljeno na naslednje jutro, prva od 2 tekem tisti dan   |
| 15. januar                                                                   | 2012                        | HS200                       | Robert Kranjec                                                                  | Thomas Morgenstern                                                            | Anders Bardal                                                                |
| 15. januar                                                                   | 2012                        | HS200                       | Anders Bardal                                                                   | Daiki Ito                                                                     | Kamil Stoch                                                                  |
| 11. januar                                                                   | 2014                        | HS200                       | Noriaki Kasai                                                                   | Peter Prevc                                                                   | Gregor Schlierenzauer                                                        |
| 12. januar                                                                   | 2014                        | HS200                       | Peter Prevc                                                                     | Gregor Schlierenzauer                                                         | Noriaki Kasai                                                                |
| 10. januar                                                                   | 2015                        | HS225                       | Severin Freund                                                                  | Stefan Kraft                                                                  | Jurij Tepeš                                                                  |
| 11. januar                                                                   | 2015                        | HS225                       | odpovedano zaradi premočnega vetra                                              | odpovedano zaradi premočnega vetra                                            | odpovedano zaradi premočnega vetra                                           |
| ↓ 24. Svetovno prvenstvo v smučarskih poletih ↓                              |                             |                             |                                                                                 |                                                                               |                                                                              |
| 15.–16. januar                                                               | 2016                        | HS225                       | Peter Prevc                                                                     | Kenneth Gangnes                                                               | Stefan Kraft                                                                 |
| 17. januar                                                                   | 2016                        | HS225                       | NorveškaAnders Fannemel Johann André Forfang Daniel-André Tande Kenneth Gangnes | NemčijaAndreas Wellinger · Stephan Leyhe · Richard Freitag · Severin Freund · | AvstrijaStefan Kraft · Manuel Poppinger · Manuel Fettner · Michael Hayböck · |
| ↓ FIS Svetovni pokal ↓                                                       |                             |                             |                                                                                 |                                                                               |                                                                              |
| 13. januar                                                                   | 2018                        | HS235                       | Andreas Stjernen                                                                | Daniel-André Tande                                                            | Simon Ammann                                                                 |
| 14. januar                                                                   | 2018                        | HS235                       | odpovedano zaradi premočnega vetra                                              | odpovedano zaradi premočnega vetra                                            | odpovedano zaradi premočnega vetra                                           |
| 15. februar                                                                  | 2020                        | HS235                       | Piotr Żyła                                                                      | Timi Zajc                                                                     | Stefan Kraft                                                                 |
| 16. februar                                                                  | 2020                        | HS235                       | Stefan Kraft                                                                    | Rjoju Kobajaši                                                                | Timi Zajc                                                                    |
| 28. januar                                                                   | 2023                        | HS235                       | Halvor Egner Granerud                                                           | Stefan Kraft                                                                  | Domen Prevc                                                                  |
| 29. januar                                                                   | 2023                        | HS235                       | Halvor Egner Granerud                                                           | Timi Zajc                                                                     | Stefan Kraft                                                                 |
| ↓ 24. Svetovno prvenstvo v smučarskih poletih ↓                              |                             |                             |                                                                                 |                                                                               |                                                                              |
| 26.–27. januar                                                               | 2024                        | HS235                       | Stefan Kraft                                                                    | Andreas Wellinger                                                             | Timi Zajc                                                                    |
| 28. januar                                                                   | 2024                        | HS235                       | SlovenijaLovro Kos Domen Prevc Peter Prevc Timi Zajc                            | AvstrijaMichael Hayböck · Manuel Fettner · Jan Hörl · Stefan Kraft ·          | NemčijaPius Paschke · Karl Geiger · Stephan Leyhe · Andreas Wellinger ·      |

## Razvoj rekorda

### Moški
| Date             |                   | Dolžina |
| ---------------- | ----------------- | ------- |
| 18. februar 1950 | Hubert Neuper Sr. | 75.0 m  |
| 18. februar 1950 | Hubert Neuper Sr. | 93.0 m  |
| 18. februar 1950 | Hubert Neuper Sr. | 96.0 m  |
| 8. marec 1950    | Alois Leodolter   | 100.0 m |
| 9. marec 1950    | Rudi Dietrich     | 101.0 m |
| 11. marec 1950   | Hans Eder         | 102.0 m |
| 11. marec 1950   | Hans Eder         | 106.5 m |
| 12. marec 1950   | Rudi Gering       | 104.0 m |
| 12. marec 1950   | Hans Eder         | 102.5 m |
| 12. marec 1950   | Rudi Dietrich     | 103.0 m |
| 16. marec 1951   | Sepp Bradl        | 115.0 m |
| 27. februar 1953 | Toni Brutscher    | 116.0 m |
| 27. februar 1953 | Roy Sherwood      | 120.0 m |
| 28. februar 1953 | Sepp Bradl        | 120.0 m |
| 9. marec 1956    | Peter Lesser      | 125.0 m |
| 20. marec 1959   | Torbjørn Yggeseth | 127.0 m |
| 1. marec 1962    | Peter Lesser      | 141.0 m |
| 19. marec 1965   | Bjørn Wirkola     | 144.0 m |
| 20. marec 1965   | Peter Lesser      | 147.0 m |
| 21. marec 1965   | Peter Lesser      | 145.5 m |
| 15. marec 1975   | Karl Schnabl      | 151.0 m |

| Date             |                       | Dolžina |
| ---------------- | --------------------- | ------- |
| 2. marec 1978    | Matthias Buse         | 151.0 m |
| 5. marec 1978    | Edi Federer           | 164.0 m |
| 12. marec 1982   | Hubert Neuper         | 166.0 m |
| 12. marec 1982   | Matti Nykänen         | 166.0 m |
| 14. marec 1982   | Hubert Neuper         | 167.0 m |
| 14. marec 1982   | Matti Nykänen         | 169.0 m |
| 7. marec 1986    | Franz Neuländtner     | 188.0 m |
| 9. marec 1986    | Andreas Felder        | 191.0 m |
| 8. februar 1996  | Jens Weißflog         | 201.0 m |
| 8. februar 1997  | Takanobu Okabe        | 205.0 m |
| 20. februar 2000 | Andreas Goldberger    | 209.5 m |
| 31. januar 2003  | Christian Nagiller    | 220.0 m |
| 31. januar 2003  | Sven Hannawald        | 214.0 m |
| 10. januar 2009  | Gregor Schlierenzauer | 215.5 m |
| 9. januar 2015   | Jurij Tepeš           | 220.0 m |
| 9. januar 2015   | Robert Kranjec        | 221.0 m |
| 9. januar 2015   | Severin Freund        | 237.5 m |
| 15. januar 2016  | Noriaki Kasai         | 240.5 m |
| 15. januar 2016  | Peter Prevc           | 243.0 m |
| 16. januar 2016  | Peter Prevc           | 244.0 m |
| 27. januar 2023  | Žiga Jelar            | 247.5 m |

### Ženske
| Date            |                        | Dolžina |
| --------------- | ---------------------- | ------- |
| 4. februar 1997 | Eva Ganster            | 141.0 m |
| 5. februar 1997 | Eva Ganster            | 161.0 m |
| 6. februar 1997 | Eva Ganster            | 163.0 m |
| 7. februar 1997 | Eva Ganster            | 164.5 m |
| 9. februar 1997 | Eva Ganster            | 165.0 m |
| 9. februar 1997 | Eva Ganster            | 167.0 m |
| 29. januar 2003 | Daniela Iraschko-Stolz | 188.0 m |
| 29. januar 2003 | Daniela Iraschko-Stolz | 200.0 m |